# NGC 7728
NGC 7728 (również PGC 72064 lub UGC 12727) – galaktyka eliptyczna (E), znajdująca się w gwiazdozbiorze Pegaza. Odkrył ją Heinrich Louis d’Arrest 16 lutego 1862 roku. Jest to najjaśniejsza galaktyka klastra. Zalicza się ją do radiogalaktyk.